# Fade to Black (film, 2006)
Pour les articles homonymes, voir Fade to Black.
Pour plus de détails, voir Fiche technique et Distribution.
Fade to Black (qui peut se traduire par fondu au noir), est un film italo-britannique réalisé par Oliver Parker, sorti en 2006.

## Synopsis
En 1948, Orson Welles, qui vient de divorcer de Rita Hayworth et dont la carrière à Hollywood est compromise, part pour Rome jouer le premier rôle du film Cagliostro. Mais un acteur du film est tué sur le plateau de tournage et Welles se retrouve vite mêlé à une affaire mystérieuse liée aux prochaines élections politiques en Italie.

## Fiche technique
- Réalisation : Oliver Parker
- Scénario : Oliver Parker, d'après le roman Dissolvenza al Nero de Davide Ferrario
- Photographie : John de Borman
- Montage : Guy Bensley
- Musique : Charlie Mole
- Pays d'origine :  Royaume-Uni,  Italie
- Langue originale : anglais, italien
- Format : couleur et noir et blanc - 2,35:1 - Dolby Digital
- Genre : thriller
- Durée : 99 minutes
- Dates de sortie : 
  -  Allemagne : 9 octobre 2006 (festival du film de Hambourg)
  -  Royaume-Uni : 7 mars 2008

## Distribution
- Danny Huston : Orson Welles
- Diego Luna : Tommaso Moreno
- Paz Vega : Lea Padovani
- Christopher Walken : Brewster
- Nathaniel Parker : Viola
- Anna Galiena : Aida Padovani
- Violante Placido : Stella
- Pino Ammendola : Grisha

## Accueil critique
Il recueille 29 % de critiques favorables, avec une note moyenne de 4,4/10 et sur la base de sept critiques collectées, sur le site Rotten Tomatoes.